# Asia Cup 2022
Der Asia Cup 2022 war die 15. Ausgabe des Cricketwettbewerbes für asiatische Nationalmannschaften und wurde zwischen dem 27. August und 11. September 2022 in den Vereinigten Arabischen Emiraten im Twenty20-Format ausgetragen. Im Finale konnte sich Sri Lanka mit 25 Runs gegen Pakistan durchsetzen.

## Teilnehmer
Die Teilnehmer waren die fünf asiatischen Nationen mit Teststatus und ein weiterer Teilnehmer, der in einem Qualifikationsturnier ermittelt wurde.
| - Afghanistan - Bangladesch - Hongkong | - Indien - Pakistan - Sri Lanka |

## Kaderliste
Bangladesch benannte seinen Kader am 13. August 2022 und Afghanistan am 16. August.
| Twenty20 | Twenty20 | Twenty20 | Twenty20 | Twenty20 | Twenty20 |
| Afghanistan | Bangladesch | Hongkong | Indien | Pakistan | Sri Lanka |
| --- | --- | --- | --- | --- | --- |
| - Mohammad Nabi (K) - Najibullah Zadran (VK) - Fareed Ahmad - Noor Ahmad - Usman Ghani - Rahmanullah Gurbaz (wk) - Karim Janat - Rashid Khan - Azmatullah Omarzai - Fazalhaq Farooqi - Hashmatullah Shahidi - Samiullah Shinwari - Naveen-ul-Haq - Mujeeb Ur Rahman - Ibrahim Zadran - Afsar Zazai (wk) - Hazratullah Zazai | - Shakib Al Hasan (K) - Afif Hossain - Anamul Haque (wk) - Ebadot Hossain - Hasan Mahmud - Mahedi Hasan - Mahmudullah - Mehidy Hasan Miraz - Mohammad Naim - Mohammad Saifuddin - Mosaddek Hossain - Mushfiqur Rahim (wk) - Mustafizur Rahman - Nasum Ahmed - Nurul Hasan (wk) - Parvez Hossain Emon - Sabbir Rahman - Taskin Ahmed | - Nizakat Khan (K) - Kinchit Shah (VK) - Zeeshan Ali - Haroon Arshad - Mohammad Ghazanfar - Babar Hayat - Aftab Hussain - Ateeq Iqbal - Aizaz Khan - Ehsan Khan - Scott McKechnie (wk) - Yasim Murtaza - Dhananjay Rao - Wajid Shah - Ayush Shukla - Ahan Trivedi - Mohammad Waheed | - Rohit Sharma (K) - KL Rahul (VK, wk) - Ravichandran Ashwin - Ravi Bishnoi - Yuzvendra Chahal - Deepak Hooda - Ravindra Jadeja - Dinesh Karthik (wk) - Avesh Khan - Virat Kohli - Bhuvneshwar Kumar - Hardik Pandya - Rishabh Pant (wk) - Arshdeep Singh - Suryakumar Yadav | - Babar Azam (K) - Shadab Khan (VK) - Asif Ali - Fakhar Zaman - Haider Ali - Haris Rauf - Iftikhar Ahmed - Khushdil Shah - Mohammad Hasnain - Mohammad Nawaz - Mohammad Rizwan (wk) - Mohammad Wasim - Naseem Shah - Shaheen Afridi - Shahnawaz Dahani - Usman Qadir | - Dasun Shanaka (K) - Charith Asalanka (VK) - Ashen Bandara - Dushmantha Chameera - Dinesh Chandimal (wk) - Dhananjaya de Silva - Asitha Fernando - Binura Fernando - Nuwanidu Fernando - Danushka Gunathilaka - Wanindu Hasaranga - Praveen Jayawickrama - Chamika Karunaratne - Pramod Madushan - Dilshan Madushanka - Kusal Mendis (wk) - Pathum Nissanka - Matheesha Pathirana - Bhanuka Rajapaksa (wk) - Kasun Rajitha - Maheesh Theekshana - Nuwan Thushara - Jeffrey Vandersay |

## Format
In einer Gruppenphase spielt zunächst jedes Team gegen jedes andere. Der Sieger eines Spiels bekommt zwei Punkte, für ein Unentschieden oder No Result gibt es einen Punkt. Die beiden Gruppenersten und Gruppenzweiten ziehen in die Super Four-Runde ein. Dort spielt abermals jede Mannschaft gegen jede andere und der Gruppenerste und Gruppenzweite spielen im anschließenden Finale den Turniersieger aus.

## Stadien
Die folgenden zwei Stadien in den Vereinigten Arabischen Emiraten wurden für das Turnier ausgewählt. Ursprünglich sollte das Turnier in Sri Lanka stattfinden, wurde allerdings dann auf Grund der Wirtschaftskrise in Sri Lanka ab 2019 verschoben.
| Stadt   | Stadion                             | Kapazität |
| ------- | ----------------------------------- | --------- |
| Dubai   | Dubai International Cricket Stadium | 25.000    |
| Sharjah | Sharjah Cricket Association Stadium | 27.000    |

## Vorrunde

### Gruppe A
| Gruppe A | Sp. | S | N | NR | P | NRR    |
| -------- | --- | - | - | -- | - | ------ |
| Indien   | 2   | 2 | 0 | 0  | 4 | +1.096 |
| Pakistan | 2   | 1 | 1 | 0  | 2 | +3.811 |
| Hongkong | 2   | 0 | 2 | 0  | 0 | –4.875 |

| 28. August Scorecard | Dubai | Pakistan 147 (19.5)          | – | Indien 148-5 (19.4) |
|                      |       | Indien gewinnt mit 5 Wickets |   |                     |

Indien gewann den Münzwurf und entschied sich als Feldmannschaft zu beginnen. Von den pakistanischen Eröffnungs-Battern konnte sich Mohammad Rizwan etablieren und an seiner Seite Iftikhar Ahmed 28 Runs erzielen. Nachdem Rizwan nach 43 Runs ausschied bildeten Haris Rauf und Shahnawaz Dahani eine letzte Partnerschaft, die mit dem Verlust des Wickets von Dahani nach 16 Runs endete. Rauf hatte zu diesem Zeitpunkt 13* Runs erreicht. Beste indische Bowler waren Bhuvneshwar Kumar mit 4 Wickets für 26 Runs und Hardik Pandya mit 3 Wickets für 25 Runs. Für Indien bildete Eröffnungs-Batter Rohit Sharma und der dritte Schlagmann Virat Kohli eine Partnerschaft. Sharma schied nach 12 Runs aus und kurz darauf Kohli nach 35 Runs. Daraufhin formten Ravindra Jadeja und Suryakumar Yadav eine Partnerschaft. Yadav verlor nach 18 Runs sein Wicket und wurde durch Hardik Pandya ersetzt. Pandya und Jadeja erreichten dann zusammen 52 Runs und kurz nachdem Jadeja nach 35 Runs ausschied konnte Pandya dann die Vorgabe mit 33* Runs einholen. Bester pakistanischer Bowler war Mohammad Nawaz mit 3 Wickets für 33 Runs. Als Spieler des Spiels wurde Hardik Pandya ausgezeichnet.
| 31. August Scorecard | Dubai | Indien 192-2 (20)          | – | Hongkong 152-5 (20) |
|                      |       | Indien gewinnt mit 40 Runs |   |                     |

Hongkong gewann den Münzwurf und entschied sich als Feldmannschaft zu beginnen. Indien eröffnete mit KL Rahul und Rohit Sharma. Nachdem Sharma nach 21 Runs ausschied folgte ihm Virat Kohli und nachdem Rahul nach 36 Runs sein Wicket verlor kam Suryakumar Yadav ins Spiel. Kohli und Yadav konnten dann das innings mit einer Partnerschaft über 98* Runs beenden, wobei Yadav ein Half-Century über 68 und Kohli über 59 Runs erzielte. Für Hongkong erzielten Mohammad Ghazanfar und Ayush Shukla die Wickets. Für Hongkong konnte sich Eröffnungs-Batter Nizakat Khan mit dem dritten Schlagmann Babar Hayat etablieren. Khan schied nach 10 Runs aus und wurde durch Kinchit Shah ersetzt. Hayat erreichte 41 Runs und nachdem Aizaz Khan nach 14 Runs ausschied folgte diesem Zeeshan Ali. Shah verlor sein Wicket nach 30 Runs und der hineinkommende Scott McKechnie beendete dann zusammen mit Ali das Innings, ohne die Vorgabe jedoch erreichen zu können. Ali erreichte 26* Runs und McKechnie 16* Runs. Die vier indischen Wickets wurden durch vier verschiedene Spieler erzielt. Als Spieler des Spiels wurde Suryakumar Yadav ausgezeichnet.
| 2. September Scorecard | Sharjah | Pakistan 193-2 (20)           | – | Hongkong 38 (10.4) |
|                        |         | Pakistan gewinnt mit 155 Runs |   |                    |

Hongkong gewann den Münzwurf und entschied sich als Feldmannschaft zu beginnen. Für Pakistan konnte sich Eröffnungs-Batter Mohammad Rizwan etablieren. An seiner Seite erzielte Fakhar Zaman ein Half-Century über 53 Runs, bevor er zusammen mit Khushdil Shah das Innings beendete. Rizwan erzielte dabei ein Fifty über 78* Runs und Shah 35 Runs. Bester Bowler für Hongkong war Ehsan Khan mit 2 Wickets für 28 Runs. Für Hongkong konnte kein batter zehn Runs erzielen, Kapitän Nizakat Khan war mit 8 Runs der erfolgreichste Batter des Teams. Beste Bowler für Pakistan waren Shadab Khan mit 4 Wickets für 8 Runs und Mohammad Nawaz mit 3 Wickets für 5 Runs. Als Spieler des Spiels wurde Mohammad Rizwan ausgezeichnet.

### Gruppe B
Tabelle
| Gruppe B    | Sp. | S | N | NR | P | NRR    |
| ----------- | --- | - | - | -- | - | ------ |
| Afghanistan | 2   | 2 | 0 | 0  | 4 | +2.467 |
| Sri Lanka   | 2   | 1 | 1 | 0  | 2 | –2.233 |
| Bangladesch | 2   | 0 | 2 | 0  | 0 | –0.576 |

Spiele 
| 27. August Scorecard | Dubai | Sri Lanka 105 (19.4)              | – | Afghanistan 106-2 (10.1) |
|                      |       | Afghanistan gewinnt mit 8 Wickets |   |                          |

Afghanistan gewann den Münzwurf und entschied sich als Feldmannschaft zu beginnen. Sri Lanka verlor früh drei Wickets, bevor Danushka Gunathilaka und Bhanuka Rajapaksa eine Partnerschaft bilden konnten. Gunathilaka schied nach 18 Runs aus und Rajapaksa nach 38 Runs. Daraufhin konnte Chamika Karunaratn noch 31 Runs erreichen, bevor auch er im letzten Over sein Wicket verlor und es so zu einer Vorgabe von 106 Runs kam. Bester afghanischer Bowler war Fazalhaq Farooqi mit 3 Wickets für 11 Runs. Für Afghanistan gelang es den Eröffnungs-Battern Hazratullah Zazai und Rahmanullah Gurbaz eine Partnerschaft aufzubauen. Gurbaz schied nach 40 Runs aus und der ihm nachfolgende Ibrahim Zadran erreichte 15 Runs. Zazai konnte dann die Vorgabe im 11. Over einholen und hatte zu diesem Zeitpunkt 37* Runs erreicht. Das sri-lankische Wicket wurde durch Wanindu Hasaranga erzielt. Als Spieler des Spiels wurde Fazalhaq Farooqi ausgezeichnet.
| 30. August Scorecard | Sharjah | Bangladesch 127-7 (20)            | – | Afghanistan 131-3 (18.3) |
|                      |         | Afghanistan gewinnt mit 7 Wickets |   |                          |

Bangladesch gewann den Münzwurf und entschied sich als Schlagmannschaft zu beginnen. Nachdem Bangladesch früh seine Eröffnungs-Batter verlor und Shakib Al Hasan 11 Runs erzielte, bildeten Afif Hossain und Mahmudullah eine Partnerschaft. Hossain schied nach 12 Runs aus und wurde durch Mosaddek Hossain ersetzt. Nachdem Mahmudullah nach 25 Runs sein Wicket verlor folgte ihm Mahedi Hasan der 14 Runs erzielte, bevor er zwei Bälle vor Ende des Innings ausschied. Hossain beendete das Innings ungeschlagen mit 48* Runs. Beste afghanische Bowler waren Mujeeb Ur Rahman mit 3 Wickets für 16 Runs und Rashid Khan mit 3 Wickets für 22 Runs. Afghanistan begann das Innings mit Hazratullah Zazai und Rahmanullah Gurbaz. Gurbaz schied nach 11 Runs aus und wurde durch Ibrahim Zadran ersetzt, während Hazratullah Zazai nach 23 Runs ausschied. Daraufhin konnte Ibrahim Zadran zusammen mit Najibullah Zadran die Vorgabe einholen. Ibrahim Zadran erreichte dabei 42* Runs, und Najibullah Zadran 43* Runs. Die bangladeschischen Wickets erzielten Mosaddek Hossain, Shakib Al Hasan und Mohammad Saifuddin. Als Spieler des Spiels wurde Mujeeb Ur Rahman ausgezeichnet.
| 1. September Scorecard | Dubai | Bangladesch 183-7 (20)          | – | Sri Lanka 184-8 (19.2) |
|                        |       | Sri Lanka gewinnt mit 2 Wickets |   |                        |

Sri Lanka gewann den Münzwurf und entschied sich als Feldmannschaft zu beginnen. Der bangladeschische Eröffnungs-Batter Mehidy Hasan Miraz konnte mit Shakib Al Hasan eine Partnerschaft aufbauen. Miraz erzielte 38 Runs und an der Seite von Al Hasan etablierte sich Afif Hossain. Al Hasan verlor sein Wicket nach 24 Runs und wurde gefolgt durch Mahmudullah. Hossain schied dann nach 39 Runs aus und kurz danach auch Mahmudullah mit 27 Runs. Das Innings beendeten dann Mosaddek Hossain mit 24* Runs und Taskin Ahmed mit 11* Runs. Beste sri-lankische Bowler waren Chamika Karunaratne mit 2 Wickets für 32 Runs und Wanindu Hasaranga mit 2 Wickets für 41 Runs. Für Sri Lanka eröffneten Pathum Nissanka und Kusal Mendis das Innings. Nissanka schied nach 20 Runs aus und Kusal fand Dasun Shanaka als neuen Partner. Nachdem Kusal nach einem Fifty über 60 Runs ausschied fand Shanaka Chamika Karunaratne, bevor er selbst nach 45 Runs sein Wicket verlor. Karunaratne schied dann nach 16 Runs aus, bevor Asitha Fernando mit 10* Runs die Vorgabe einholte. Bester bangladeschischer Bowler war Ebadot Hossain mit 3 Wickets für 51 Runs. Als Spieler des Spiels wurde Kusal Mendis ausgezeichnet.

## Super Four
| Super Four  | Sp. | S | N | NR | P | NRR    |
| ----------- | --- | - | - | -- | - | ------ |
| Sri Lanka   | 2   | 2 | 0 | 0  | 4 | +0.351 |
| Pakistan    | 2   | 2 | 0 | 0  | 4 | +0.241 |
| Indien      | 3   | 1 | 2 | 0  | 2 | +1.607 |
| Afghanistan | 3   | 0 | 3 | 0  | 0 | –2.006 |

| 3. September Scorecard | Sharjah | Afghanistan 175-6 (20)          | – | Sri Lanka 179-6 (19.1) |
|                        |         | Sri Lanka gewinnt mit 4 Wickets |   |                        |

Sri Lanka gewann den Münzwurf und entschied sich als Feldmannschaft zu beginnen. Für Afghanistan konnten die Eröffnungs-Batter Hazratullah Zazai und Rahmanullah Gurbaz eine erste Partnerschaft aufbauen. Zazai scheid nach 12 Runs aus und wurde durch Ibrahim Zadran substituiert. Gurbaz verlor sein Wicket nach einem Half-Century über 84 Runs und wurde durch Najibullah Zadran ersetzt. Ibrahim Zadran konnte dann 40 Runs erreichen und Najibullah Zadran verlor sein Wicket nach 17 Runs. Kurz darauf endete das Innings mit einer Vorgabe von 176 Runs. Bester sri-lankischer Bowler war Dilshan Madushanka mit 2 Wickets für 36 Runs. Für Sri Lanka begannen Pathum Nissanka und Kusal Mendis und erreichten eine Partnerschaft über 62 Runs. Mendis schied nach 36 Runs aus und Nissanka nach 35 Runs. Ihnen folgte Danushka Gunathilaka. An seiner Seite erzielte Dasun Shanaka 10 Runs, bevor ihm Bhanuka Rajapaksa folgte. Gunathilaka schied nach 33 Runs aus und Rajapaksa bildete mit Wanindu Hasaranga eine weitere Partnerschaft. Nachdem Rajapaksa nach 31 Runs sein Wicket verlor konnte Hasaranga im letzten Over nach ungeschlagenen 16* Runs die Vorgabe einholen. Beste afghanische Bowler waren Mujeeb Ur Rahman mit 2 Wickets für 30 Runs und Naveen-ul-Haq mit 2 Wickets für 40 Runs. Als Spieler des Spiels wurde Rahmanullah Gurbaz ausgezeichnet.
| 4. September Scorecard | Dubai | Indien 181-7 (20)              | – | Pakistan 182-5 (19.5) |
|                        |       | Pakistan gewinnt mit 5 Wickets |   |                       |

Pakistan gewann den Münzwurf und entschied sich als Feldmannschaft zu beginnen. Für Indien bildeten KL Rahul und Rohit Sharma eine erste Partnerschaft. Beide schieden kurz nacheinander nach jeweils 28 Runs aus. Hinein kam Virat Kohli und an seiner Seite erzielte Suryakumar Yadav 13 Runs, Rishabh Pant 14 Runs und Deepak Hooda 16 Runs, bevor Kohli selbst sein Wicket im letzten Over nach einem Fifty über 60 Runs verlor. Bester pakistanischer Bowler war Shadab Khan mit 2 Wickets für 31 Runs. Für Pakistan konnte sich Eröffnungs-Batter Mohammad Rizwan etablieren und an seiner Seite erzielten Babar Azam 14 Runs, Fakhar Zaman mit 15 Runs und Mohammad Nawaz 42 Runs. Rizwan schied dann nach 71 Runs selbst aus, während Khushdil Shah zusammen mit Asif Ali die Vorgabe fast einholen konnte. Ali verlor sein Wicket nach 16 Runs und der hineinkommende Iftikhar Ahmed konnte dann die verbliebenen 2* Runs erzielen, während Shah 14* erreicht hatte. Für Indien erzielten fünf Bowler jeweils 1 Wicket. Als Spieler des Spiels wurde Mohammad Nawaz ausgezeichnet.
| 6. September Scorecard | Dubai | Indien 173-8 (20)               | – | Sri Lanka 174-4 (19.5) |
|                        |       | Sri Lanka gewinnt mit 6 Wickets |   |                        |

Sri Lanka gewann den Münzwurf und entschied sich als Feldmannschaft zu beginnen. Für Indien konnte sich Eröffnungs-Batter Rohit Sharma etablieren und fand Suryakumar Yadav für eine Partnerschaft. Sharma schied nach einem Half-Century über 72 Runs aus und kurz danach auch Yadav nach 24 Runs. Daraufhin bildete sich die Partnerschaft zwischen Hardik Pandya und Rishabh Pant, die beide nach jeweils 17 Runs ausschieden. Bis zum Ende des innings konnte dann Ravichandran Ashwin noch 15* Runs erreichen und so die Vorgabe auf 174 Runs erhöhen. Bester sri-lankischer Bowler war Dilshan Madushanka mit 3 Wickets für 24 Runs. Für Sri Lanka konnten die Eröffnungs-Batter Pathum Nissanka und Kusal Mendis eine Partnerschaft über 97 Runs aufbauen. Nissanka schied nach einem Fifty über 52 Runs aus und Mendia nach 57 Runs. Daraufhin konnte die Partnerschaft zwischen Bhanuka Rajapaksa und Dasun Shanaka die Vorgabe mit dem vorletzten Ball einholen. Shanaka erzielte dabei 33* Runs und Rajapaksa 25* Runs. Bester indischer Bowler war Yuzvendra Chahal mit 3 Wickets für 34 Runs. Als Spieler des Spiels wurde Dasun Shanaka ausgezeichnet.
| 7. September Scorecard | Sharjah | Afghanistan 129-6 (20)        | – | Pakistan 131-9 (19.2) |
|                        |         | Pakistan gewinnt mit 1 Wicket |   |                       |

Pakistan gewann den Münzwurf und entschied sich als Feldmannschaft zu beginnen. Für Afghanistan bildeten die Eröffnungs-Batter Hazratullah Zazai und Rahmanullah Gurbaz eine erste Partnerschaft. Gurbaz schied nach 17 Runs aus und kurz darauf Zazai nach 21 Runs. Ihnen folgte eine Partnerschaft zwischen Ibrahim Zadran und Karim Janat. Janat schied nach 15 Runs aus und Zadran nach 35 Runs. Zum Ende des Innings konnte Rashid Khan noch 18* Runs hinzufügen. Bester pakistanischer Bowler war Haris Rauf mit 2 Wickets für 26 Runs. Für Pakistan bildete Eröffnungs-Batter Mohammad Rizwan mit dem vierten Schlagmann Iftikhar Ahmed eine Partnerschaft. Rizwan schied nach 20 Runs aus und wurde gefolgt durch Shadab Khan. Ahmed erreichte 30 Runs und Khan schied kurz darauf nach 36 Runs aus. Von den verbliebenen Battern konnte Asif Ali 16 Runs erzielen, bevor Naseem Shah die Vorgabe mit 14* Runs einholte. Als Spieler des Spiels wurde Shadab Khan ausgezeichnet.
| 8. September Scorecard | Dubai | Indien 212-2 (20)           | – | Afghanistan 111-8 (20) |
|                        |       | Indien gewinnt mit 101 Runs |   |                        |

Afghanistan gewann den Münzwurf und entschied sich als Feldmannschaft zu beginnen. Für Indien bildeten die Eröffnungs-Batter KL Rahul und Virat Kohli eine Partnerschaft über 119 Runs, bevor Rahul nach einem Fifty über 62 Runs ausschied. Zusammen mit Rishabh Pant, der 20* Runs erreichte, konnte Kohli dann mit einem Century über 122* Runs aus 61 Runs auf eine Vorgabe von 213 Runs erhöhen. Bester afghanischer Bowler war Fareed Ahmad mit 2 Wickets für 57 Runs. Afghanistan verlor früh seine Eröffnungs-Batter, bevor sich Ibrahim Zadran etablieren konnte. An seiner Seite erzielte Rashid Khan 15 und Mujeeb Ur Rahman 18 Runs. Zadran hatte bis zum Ende des Innings 64* Runs erreicht, was jedoch nicht ausreichte, um die Vorgabe einzuholen. Bester indischer Bowler war Bhuvneshwar Kumar mit 5 Wickets für 4 Runs. Als Spieler des Spiels wurde Virat Kohli ausgezeichnet.
| 9. September Scorecard | Dubai | Pakistan 121 (19.1)             | – | Sri Lanka 124-5 (17) |
|                        |       | Sri Lanka gewinnt mit 5 Wickets |   |                      |

Sri Lanka gewann den Münzwurf und entschied sich als Feldmannschaft zu beginnen. Für Pakistan eröffneten Mohammad Rizwan und Babar Azam. Rizwan schied nach 14 Runs aus und wurde durch Fakhar Zaman ersetzt, der 13 Runs erreichte. Kurz danach schied auch Azam nach 30 Runs aus und nachdem Iftikhar Ahmed 13 Runs erzielte konnte Mohammad Nawaz noch 26 Runs hinzufügen. Bester sri-lankischer Bowler war Wanindu Hasaranga mit 3 Wickets für 21 Runs. Für Sri Lanka konnte sich Eröffnungs-Batter Pathum Nissanka etablieren. An seiner Seite erzielte Bhanuka Rajapaksa 25 Runs und Dasun Shanaka 21 Runs, bevor er mit Wanindu Hasaranga die Vorgabe einholte. Nissanka erreichte dabei ein Fifty über 55* Runs und de Silva 10* Runs. Beste pakistanischen Bowler waren Haris Rauf mit 2 Wickets für 19 Runs und Mohammad Hasnain mit 2 Wickets für 21 Runs. Als Spieler des Spiels wurde Wanindu Hasaranga ausgezeichnet.

## Finale
| 11. September Scorecard | Dubai | Sri Lanka 170-6 (20)          | – | Pakistan 147 (20) |
|                         |       | Sri Lanka gewinnt mit 25 Runs |   |                   |

Pakistan gewann den Münzwurf und entschied sich als Feldmannschaft zu beginnen. Sri Lanka verlor früh seine Eröffnungs-Batter, bevor sich Dhananjaya de Silva etablierte und mit Bhanuka Rajapaksa einen Partner fand. De Silva verlor nach 28 Runs sein Wicket und erreichte an der Seite von Rajapaks Wanindu Hasaranga 36 Runs. Zusammen mit dem hineinkommen Chamika Karunaratne konnte Rajapaksa dann die Vorgabe bis zum Ende des Innings auf 171 Runs erhöhen, wobei Rajapaksa ein Fifty über 71* Runs und Karunaratne 14* Runs erzielte. Bester pakistanischer Bowler war Haris Rauf mit 3 Wickets für 29 Runs. Für Pakistan konnte sich Eröffnungs-Batter Mohammad Rizwan etablieren und fand mit dem vierten Schlagmann Iftikhar Ahmed einen Partner. Ahmed schied nach 32 Runs aus Riswan verlor sein Wicket nach einem Half-Century über 55 Runs sein Wicket. Von den verbliebenen Battern konnte Haris Rauf 13 Runs erzielen, was jedoch nicht ausreichte, um die Vorgabe einzuholen. Beste sri-lankische Bowler waren Pramod Madushan Liyanagamage mit 4 Wickets für 34 Runs und Wanindu Hasaranga mit 3 Wickets für 27 Runs. Als Spieler des Spiels wurde Bhanuka Rajapaksa ausgezeichnet.